# Wallabi Point
Wallabi Point är en udde i Australien. Den ligger i delstaten New South Wales, i den sydöstra delen av landet, omkring 240 kilometer nordost om delstatshuvudstaden Sydney.
Närmaste större samhälle är Forster, omkring 19 kilometer söder om Wallabi Point. Genomsnittlig årsnederbörd är 1 701 millimeter. Den regnigaste månaden är februari, med i genomsnitt 313 mm nederbörd, och den torraste är oktober, med 46 mm nederbörd.